# Ніви (Семполенський повіт)
Ніви (пол. Niwy) — село в Польщі, у гміні Камень-Краєнський Семполенського повіту Куявсько-Поморського воєводства.
Населення — 146 осіб (2011).

## Демографія
Демографічна структура станом на 31 березня 2011 року:
|          | Загалом | Допрацездатний вік | Працездатний вік | Постпрацездатний вік |
| -------- | ------- | ------------------ | ---------------- | -------------------- |
| Чоловіки | 82      | 18                 | 56               | 8                    |
| Жінки    | 64      | 13                 | 39               | 12                   |
| Разом    | 146     | 31                 | 95               | 20                   |